# Мейвілл (округ Кларк, Вісконсин)
Мейвілл (англ. Mayville) — місто (англ. town) в США, в окрузі Кларк штату Вісконсин. Населення — 963 особи (2020).

## Демографія
Згідно з переписом 2010 року, у місті мешкала 961 особа в 328 домогосподарствах у складі 257 родин. Було 352 помешкання
Расовий склад населення:
| - 95,5 % — білих - 0,4 % — чорних або афроамериканців - 0,3 % — корінних американців - 0,2 % — азіатів - 2,9 % — осіб інших рас |

До двох чи більше рас належало 0,6 %. Частка іспаномовних становила 6,7 % від усіх жителів.
За віковим діапазоном населення розподілялося таким чином: 31,1 % — особи молодші 18 років, 58,1 % — особи у віці 18—64 років, 10,8 % — особи у віці 65 років та старші. Медіана віку мешканця становила 32,5 року. На 100 осіб жіночої статі у місті припадало 109,8 чоловіків;  на 100 жінок у віці від 18 років та старших — 109,5 чоловіків також старших 18 років.
Середній дохід на одне домашнє господарство  становив 75 118 доларів США (медіана — 55 625), а середній дохід на одну сім'ю — 82 178 доларів (медіана — 60 000). Медіана доходів становила 40 491 долар для чоловіків та 32 250 доларів для жінок. За межею бідності перебувало 9,6 % осіб, у тому числі 17,0 % дітей у віці до 18 років та 0,0 % осіб у віці 65 років та старших.
Цивільне працевлаштоване населення становило 481 особа. Основні галузі зайнятості: виробництво — 29,9 %, сільське господарство, лісництво, риболовля — 21,6 %, освіта, охорона здоров'я та соціальна допомога — 14,6 %, роздрібна торгівля — 8,7 %.